# 清节流芳牌坊
清节流芳牌坊位于广东省肇庆市端州区天后街，建于清道光二十八年（1848年）。2003年5月6日公布为肇庆市文物保护单位。
牌坊坐北向南，用花岗岩石砌成，四柱三门，柱方形，中为正门，两旁为侧门。正门横额两面均刻“清节流芳”和人像。正门左右柱阴刻对联曰：“清节勒贞珉心铁铸成不朽事；紫泥膺宠命口碑刊诵示后人”。